# 조부겸
조부겸( 2000년 10월 20일 ~ )은 KBO 리그 LG 트윈스의 배팅볼 투수다.

## 출신 학교
- 동오초등학교
- 신흥중학교
- 장안고등학교

## 방송 출연
- 청춘야구단: 아직은 낫아웃
- 최강야구
- 빽 투 더 그라운드